# 四護衛禪
四護衛禪，佛教術語，為四種禪修方法的合稱：佛隨念、慈心觀、不淨觀、死隨念。四護衛禪在上座部佛教中極為盛行，被認為可以幫助修行者克服修行中的各種障礙，以達到涅槃解脫。

## 釋義
四護衛禪包括：
- 佛隨念
- 死隨念
- 慈心觀
- 不淨觀